# توماس إيكن
توماس إيكن (بالإنجليزية: Thomas Aiken)‏ هو لاعب غولف جنوب أفريقي، ولد في 16 يوليو 1983 في جوهانسبرغ في جنوب أفريقيا.

## وصلات خارجية
- توماس إيكن على موقع رابطة لاعبي الغولف المحترفين (الإنجليزية)
- توماس إيكن على موقع رابطة أوروبا للاعبي الغولف المحترفين (الإنجليزية)
- توماس إيكن على موقع التصنيف العالمي الرسمي للغولف (الإنجليزية)